# Eunephrops
Eunephrops — род ракообразных семейства омаров (Nephropidae). Включает 4 вида.

## Описание
Рострум Eunegrops имеет шипы по бокам и вентральной стороне, но без шипов на спинной стороне. На карапаксе неравномерно разбросаны небольшие узелки. У более мелких особей карапакс может быть слегка волосатым, а у крупных особей он безволосый.
Сомиты брюшка имеют более или менее выраженную поперечную впадину на дорсальной стороне, прерывающуюся посередине. Плевра второго сомита перекрывает плевру первого и третьего сомитов. Тельсон приблизительно четырехугольный, с нерегулярными зазубринами на боковых краях.
Большие клешни на первой паре ходильных ног имеют одинаковый размер и форму. Вырост предпоследнего членика и палец имеют заостренные гребни. Вторая и третья пары ног имеют очень маленькие клешни. Пары со второй по пятую ходильных ног могут быть слегка волосатыми.
У самцов первая пара плавательных ног затвердевшая, а у самок они очень тонкие и подвижные. «Мужской вырост», своего рода зажимообразный придаток на второй паре плавательных ног у самцов, довольно удлинен. И у самцов, и у самок отсутствуют «внутренние придатки».
Уроподы относительно широкие, а экзоподиты имеют полный диэрезис, поперечное углубление.
Длина карапакса от 4 см до 14 см, а общая длина тела до 30 см.

## Распространение и среда обитания
Обитают в западной части Атлантического океана и Карибском море и встречаются на глубине от 230 м до 824 м. Живут в основном на илистом дне или на коралловом гравии.

## Виды
По данным World Register of Marine Species, на май 2025 года род включает 4 вида:
- Eunephrops bairdii Smith, 1885
- Eunephrops cadenasi Chace, 1939
- Eunephrops luckhursti Manning, 1997
- Eunephrops manningi Holthuis, 1974